# Пан Хак Се
Пан Хак Се (кор. 방학세; 1914, Российская империя — 1992, Пхеньян, КНДР) — северокорейский партийно-государственный деятель, основатель системы госбезопасности КНДР, член ЦК ТПК. В 1951—1960 — министр общественной безопасности и внутренних дел. В 1972—1992 — председатель Центрального суда. Близкий сподвижник Ким Ир Сена, организатор массовых политических репрессий. Герой Труда КНДР.

## Служба в НКВД и прокуратуре
Место рождения Пан Хак Се документально не установлено и вызывает сомнения. Наиболее правдоподобно, что он происходил из семьи корейской диаспоры в Российской империи. При рождении получил имя Николай Игнатьевич Пан. Его отец был охотником на российском Дальнем Востоке.
Многие представители корейской диаспоры поддержали Октябрьскую революцию, во время гражданской войны примыкали к большевикам, полностью признавали государственный порядок СССР. Так поступило и семейство Пан. Образование Пан Хак Се получил, по большинству источников, в Свердловском юридическом институте. В период репрессий 1937 был депортирован в Казахстан как этнический кореец.
Дальнейшая судьба Пан Хак Се сложилась совсем иначе, нежели у большинства депортированных. Юридическое образование позволило ему поступить на службу в НКВД. Занимал должность следователя в Кзыл-Ординском управлении. В 1942—1944 служил в прокуратуре Кзыл-Ординской и Талды-Курганской областей. С 1940 Пан Хак Се состоял в ВКП(б). В официальных биографиях это называлось «службой в советской разведке».

## Начальник госбезопасности и глава МВД
В 1946 в Советскую зону оккупации Кореи была направлена группа корейских коммунистов («группа 36»). Среди них был Пан Хак Се в звании капитана Советской армии. Был избран членом ЦК ТПСК, получил должность в советской администрации генерала Романенко — контролировал общественные организации и руководил аппаратом цензуры. Состоял во Временном народном комитете (ВНК) — правительстве Северной Кореи, председателем которого являлся Ким Ир Сен. С 1947 Пан Хак Се, как недавний офицер спецслужбы, возглавил ведомство госбезопасности ВНК. Исследователи обычно считают Пан Хак Се основателем северокорейских спецслужб.
9 сентября 1948 на севере Кореи было провозглашено создание государства КНДР с центром в Пхеньяне. Правительство возглавил Ким Ир Сен. В его первом кабинете Пан Хак Се получил пост заместителя министра внутренних дел Пак Ир У и возглавил политическую полицию — Бюро политической безопасности (Отдел политической охраны) МВД. С самого начала в ведении Пан Хак Се находился политический сыск.
В 1951 Бюро политической безопасности было преобразовано в Министерство общественной безопасности (МОБ), с 1952 — вновь в МВД. До 1960 министром являлся Пан Хак Се. (На том этапе МОБ и МВД, объединяли функции правоохраны и политической полиции. В 1973 было выделено Министерство политической охраны (государственной безопасности), впоследствии переименованное в Министерство охраны государства, а в 1993 — в Министерство охраны безопасности государства. Эта система выведена из юрисдикции правительства и непосредственно подчинена высшему партийному руководству и лично президенту КНДР. С 1956 Пан Хак Се состоял в ЦК правящей компартии — Трудовой партии Кореи (ТПК), председателем, затем генеральным секретарём которой являлся Ким Ир Сен. С 1948 был депутатом Верховного народного собрания КНДР.

## Организатор и проводник репрессий
Под руководством Пан Хак Се в Северной Корее была создана мощная система политического сыска и репрессий. В массовом порядке преследовались не только бывшие прояпонские политики, предприниматели и землевладельцы, но и крестьяне, представители интеллигенции, мелкие торговцы и ремесленники, рабочие, заподозренные в нелояльности режиму и антикоммунистических взглядах. Во время Корейской войны и в первые годы после её окончания — подвергались репрессиям северокорейцы, связанные с Южной Кореей либо заподозренные в таких связях.
Пан Хак Се играл также видную роль в подавлении внутрипартийной оппозиции. Во второй половине 1950-х были репрессированы и впоследствии казнены, умерли в заключении, покончили самоубийством или успели эмигрировать видные деятели ТПК, представлявшие альтернативу Ким Ир Сену — Пак Хон Ён, Ли Сын Ёп, Хо Га И, Чхве Чхан Ик, Пак Чхан Ок, Пак Ы Ван, Ким Ду Бон, Ли Пхиль Гю, Юн Кон Хым, Ким Сын Хва, Со Хви, Пак Ир У, многие их сторонники. Некоторые авторы утверждают, что расстрел бывшего министра иностранных дела Пак Хон Ёна по приказу Ким Ир Сена произвёл лично Пан Хак Се. Он же руководил следствием МВД после внутрипартийного конфликта в августе 1956 и репрессиями против «фракционеров».
Результатом стала ликвидация исторических сложившихся групп ТПК — «внутренней» (Пак Хон Ён, Ли Сын Ёп), «яньаньской» (Ким Ду Бон, Чхве Чхан Ик) и «советской» (Хо Га И, Пак Чхан Ок). Установилось полное доминирование «партизанской фракции» Ким Ир Сена и его единоличная диктатура. При этом Пан Хак Се по своему политическому происхождению принадлежал к «советской фракции». Однако он не только избежал репрессий, но занимал высокие партийно-государственные посты и сам репрессировал партийных функционеров и активистов, связанных с СССР. Причина заключалась в его абсолютной лояльности Ким Ир Сену. Некоторые источники отмечают, что Пан Хак Се не проявлял особой инициативы, однако беспрекословно исполнял все директивы главы партии и государства. Это обеспечило ему доверие и поддержку в трудных ситуациях со стороны Ким Ир Сена.
По имеющимся данным, под непосредственным руководством Пан Хак Се были репрессированы до 200 тысяч человек.

## Председатель Центрального суда
После отставки с министерского поста в 1960 Пан Хак Се длительное время отсутствовал в публичном поле. Существовали даже предположения о его репрессировании. Однако с 1966 он негласно возглавлял разведывательное подразделение ЦК ТПК, курировавшее агентурную деятельность в Южной Корее. Затем был заместителем председателя Центрального суда (Верховный суд) КНДР.
В 1972 Пан Хак Се был публично назначен председателем Центрального суда. Занимал этот пост на протяжении двадцати лет. Под председательством Пан Хак Се судебная система оставалась важным элементом северокорейских карательных органов. До конца жизни он оставался неуклонным приверженцем режима Ким Ир Сена, жёсткого курса и «идеологического монолита» чучхе. В 1982 был награждён орденом Ким Ир Сена, в 1984 на 70-летие получил звание Герой Труда, в 1986 награждён орденом Государственного флага 1 степени.
Скончался Пан Хак Се в возрасте 78 лет. Некролог по случаю его кончины был опубликован от имени Постоянного комитета Политбюро ЦК ТПК и Президиума Верховного народного собрания КНДР. Похоронен в Пхеньяне на Кладбище патриотов Синмири.

## Семья и личность
Пан Хак Се был женат на Вере Квон, бывшей советской гражданке, работавшей бухгалтером «Интуриста». В браке имел двух дочерей и сына. Внучка Пан Хак Се известна как гид-переводчик зарубежных делегаций. В СССР остались сестра и два брата, с которыми Пан Хак Се не поддерживал регулярных связей.
В характере Пан Хак Се служебная и политическая жестокость сочеталась с бытовым дружелюбием, вежливыми манерами общения. Отмечается его хитроумие, умение выйти из-под удара и удержать позиции даже в смертельно опасных ситуациях. Увлечением Пан Хак Се являлась охота (семейная традиция), особенно на фазанов. В отношении Пан Хак Се существовали подозрения в коррупции и имущественных злоупотреблениях — в частности, отмечался случай, когда он инициировал преследование бывшего предпринимателя, чтобы присвоить его дом.
Несмотря на явные различия в характере, типе личности, служебном и политическом стиле, Пан Хак Се был прозван «корейским Берия».